# 多治比犢養
多治比 犢養（たじひ の こうしかい）は、奈良時代の貴族。官位は従五位上・遠江守。

## 経歴
天平13年（741年）従五位下に叙爵し、天平18年（746年）左京亮に任ぜられる。
天平勝宝元年（749年）孝謙天皇の即位後まもなく式部少輔に任ぜられるが、天平勝宝4年（752年）遠江守として地方官に転じる。天平勝宝6年（754年）従五位上。天平宝字元年（757年）兄弟の多治比礼麻呂・鷹主と共に参議・橘奈良麻呂が主導する策謀（紫微内相・藤原仲麻呂の殺害、および天皇の廃立）に参画する。しかし、事前に密告により策謀が露見して捕らえられ、杖で何度も打たれる拷問を受け獄死した（橘奈良麻呂の乱）。

## 官歴
『続日本紀』による。
- 時期不詳：正六位上
- 天平13年（741年） 閏3月5日：従五位下
- 天平18年（746年） 9月20日：左京亮
- 天平勝宝元年（749年） 8月10日：式部少輔
- 天平勝宝4年（752年） 5月26日：遠江守
- 天平勝宝6年（754年） 正月16日：従五位上
- 天平宝字元年（757年） 7月4日：卒去